# Sessão da Tarde
Sessão da Tarde é uma sessão de filmes exibida pela TV Globo, estreado em 4 de março de 1974, substituindo a extinta Sessão das Duas. E vai ao ar nas tardes (até 14 de março de 2014 sucedia o Vale a Pena Ver de Novo e a partir de então passou a anteceder o Vale a Pena Ver de Novo) de segunda a sexta-feira. é uma das sessões de filmes mais duradouras da televisão brasileira.
A sessão tem menos possibilidades de cancelar transmissão devido à competições esportivas como futebol e vôlei e outros eventos. Mas em algumas vezes por ano sua transmissão é substituída por outros eventos (esportivo/jornalistico) ou também por capítulos duplos de Vale a Pena Ver de Novo.
Segundo a revista Veja-SP, foi nos anos 1980 e 1990 que a Sessão da Tarde atingiu sua melhor fase, exibindo filmes que se tornaram clássicos, como os sempre mencionados A Lagoa Azul, Esqueceram de Mim, Ghost: Do Outro Lado da Vida, Karatê Kid: A Hora da Verdade, Os Goonies e Edward Mãos de Tesoura.

## Histórico
A Sessão da Tarde estreou em 4 de março de 1974 e o primeiro filme a ser exibido foi A Incrível Suzana de 1942. Desde então, a Sessão da Tarde sempre foi exibida na faixa vespertina, sendo que desde 1980, passou a ser exibida logo após o Vale a Pena Ver de Novo. Com a queda de audiência ao longo dos anos, o canal resolveu inverter a ordem dos dois programas, realizando testes em Goiás, Distrito Federal e Espírito Santo, onde a audiência era mais crítica; até que em 17 de fevereiro de 2014, a mudança passou a vigorar na grade de programação da emissora de todo o país e o programa começou a ser exibido após o Vídeo Show e antes do Vale a Pena Ver de Novo.
A Sessão da Tarde costumava ser cancelada durante uma semana, quando há o início da reexibição de uma outra telenovela no Vale a Pena Ver de Novo juntamente com os últimos cinco capítulos da telenovela em reexibição, o que fazia com que a atração estendia-se desde o fim do Vídeo Show até o início de Malhação. Em janeiro de 2019, o Vídeo Show definitivamente foi cancelado e a sessão passou a ser exibida até setembro após o Jornal Hoje e a dobradinha de reprises logo em seguida. Essa mudança aconteceu durante a dobradinha entre Belíssima e Cordel Encantado.
Em geral, os filmes apresentados em Sessão da Tarde são de comédia, aventura e em alguns casos ação ou drama, mas não foi sempre assim. Outrora apresentava todo tipo de filme, mas com a rigidez em que se acentuaram as normas do Sistema de Classificação Indicativa Brasileiro, houve restrições a exibição de determinados filmes no programa, onde para serem exibidos sem grandes cortes, deveriam ser classificados como "livre para todos os públicos" ou "não recomendado para menores de 10 anos". Em 31 de agosto de 2016, as restrições horárias impostas não vigoravam mais, por decisão do Supremo Tribunal Federal liberando, à prática, a sessão de filmes à exibição de qualquer filme. Porém, a emissora manteve o horário como uma "sessão para a família".
No dia 29 de janeiro de 2013, a emissora trocou o filme O Cachorro Bombeiro por Ninguém Segura Esses Fantasmas, apesar das chamadas veiculadas durante a programação da Globo e da informação presente no próprio endereço eletrônico do programa; o motivo foi evitar qualquer alusão ao incêndio na boate Kiss, que matou 242 e feriu 680 pessoas, ocorrido dois dias antes.
Por dois momentos em 2015, entre 10 a 21 de agosto e no dia 12 de outubro (especial ao Dia das Crianças), houve a possibilidade do telespectador escolher pela internet o filme que gostaria de ver na Sessão da Tarde. Os filmes que participaram, do primeiro período da sessão dupla foram: Esposa de Mentirinha, Querido John, Um Tira no Jardim de Infância, Noivas em Guerra, A Creche do Papai, Doze É Demais, Impacto Profundo e Volcano: a Fúria.

#### Câmbio de áudio: Português para SAP e depois revertido para Português
No dia 12 de outubro de 2015, uma falha técnica na InterTV Cabugi, afiliada da Globo em Natal e região metropolitana, fez com que praticamente todo o primeiro bloco do filme Madagascar 2, fosse exibido seu idioma original (o inglês). A falha ocorreu apenas em uma operadora desconhecida transmitindo o sinal digital da InterTV Cabugi.

### Transmissões locais e mudanças na grade
De 1° de agosto de 2016 até 11 de dezembro de 2019, alguns estados optaram em exibir outros filmes ao invés de seguir a rede com filmes que são escalados para os estados de São Paulo, Rio de Janeiro, Distrito Federal, Minas Gerais e Pernambuco. No dia 25 de janeiro de 2016, a Sessão da Tarde exibiu três filmes para regiões diferentes do país. Para as emissoras das regiões Sul, Sudeste e Centro-Oeste do país, regiões com horário de verão, e para o sinal de satélite da Globo, foi escalada a animação Carros, exceto para a TV Globo São Paulo que, por conta do feriado de 462 anos da capital paulista, exibiu o filme A Lenda do Tesouro Perdido. Já para as emissoras das regiões Norte e Nordeste, foi exibido o filme As Crônicas de Narnia: O Leão, A Feiticeira e o Guarda Roupa.
Em 17 de agosto de 2016, o filme Planeta 51 foi exibido apenas para as emissoras das regiões Norte e Nordeste. Já na quinta-feira, 9 de março de 2017, o filme Pequenos Invasores foi exibido para a TV Globo Nordeste e algumas emissoras do Norte e Nordeste, enquanto que, para as demais regiões do país, a emissora exibiu o filme A Lagoa Azul, anunciado para todos nas redes sociais da emissora.
Em 25 de setembro de 2017, os telespectadores foram surpreendidos com a exibição do filme Três Espiãs Demais: O Filme, antiga atração do já extinto programa infantil TV Globinho, porém a animação foi transmitida apenas para os estados da Bahia, Ceará, Pará, Paraná e Pernambuco. Nos demais estados brasileiros, foi exibido o filme Cada Um Tem a Gêmea Que Merece, exceto o estado do Rio de Janeiro, que exibiu dois capítulos da novela Senhora do Destino, no Vale a Pena Ver de Novo, por conta da cobertura jornalística da guerra da favela da Rocinha, no dia 22 de setembro, quando a TV Globo Rio de Janeiro e as afiliadas do estado deixaram de transmitir a reprise da referida novela, o Vídeo Show e o capítulo de Malhação: Viva a Diferença. 
No dia 28 de novembro de 2017, um primeiro fato inédito: a Sessão da Tarde exibiu, pela primeira vez, um filme com classificação de 12 anos. Mas isso ocorreu apenas para as afiliadas da emissora, e o filme em questão foi A Família Addams 2, escolhida pelo público interativo. No restante do país, foi exibido o filme Decisões Extremas, com classificação de 10 anos.[carece de fontes?]
No dia 17 de abril de 2018, a Sessão da Tarde exibiu seu primeiro filme inédito em todo o Brasil, Mister Brau: O Filme. Protagonizado por Taís Araújo e Lázaro Ramos, a trama conta a história de o Mr. Brau que com a ajuda de sua esposa, Michele atuando como coreografa e empresária, o cantor que estava no fracasso, alcança o sucesso meteórico. A emissora usou do mesmo expediente de telefilme na faixa, com as séries The Good Doctor: O Bom Doutor e A Fórmula, nos dias 17 de abril e 3 de setembro de 2019; respectivamente.
No dia 25 de junho de 2018, a Sessão da Tarde exibiu seu segundo filme inédito somente para as emissoras do estado do Acre, Bob Esponja: Um Herói Fora D' Água, devido ao fuso horário no atraso na transmissão do jogo entre Portugal x Irã pela Copa do Mundo FIFA de 2018.
No dia 20 de setembro de 2018, um segundo fato inédito: a Sessão da Tarde exibiu, pela primeira vez, um filme com classificação de 14 anos. Mas isso ocorreu apenas no estado do Rio Grande do Sul. O filme em questão foi O Tempo e o Vento, uma homenagem da RBS TV ao público gaúcho, porque no mesmo dia, se comemora o dia da Revolução farroupilha. No restante do país, o filme exibido foi De Repente Grávida, com classificação de 10 anos.
No dia 14 de janeiro de 2019, um terceiro fato inédito: a Sessão da Tarde foi exibida temporariamente até 27 de setembro, após o Jornal Hoje, substituindo o antigo Vídeo Show, que foi exibido durante quase 36 anos, e antecedendo o programa Se Joga, que estreou em 30 de setembro. O filme foi A Culpa é das Estrelas.[carece de fontes?]
No dia 5 de março de 2019, um quarto fato inédito: a Sessão da Tarde não foi exibida para a TV Globo São Paulo, que transmitiu a apuração do desfile das escolas de samba paulistanas. Neste mesmo dia, a Rede Bahia também suspendeu a exibição da sessão de filmes para transmitir o carnaval de rua de Salvador. Para as demais regiões do país, a Sessão da Tarde exibiu o filme O Aprendiz de Feiticeiro, com exceção da TV Globo Nordeste, que exibiu Alice no País das Maravilhas.
No dia 11 de março de 2019, a Sessão da Tarde exibiu o filme O Impossível para todo o Brasil, menos para São Paulo, para evitar associação com o temporal que castigou a região metropolitana no mesmo dia. No lugar, foi ao ar o filme de comédia romântica, Armações do Amor. O filme inédito, nomeado de Amor ao Primeiro Filho, foi exibido apenas para São Paulo no dia seguinte.
No dia 13 de março de 2019, a Sessão da Tarde, após a extinção do Vídeo Show, pela primeira vez não foi exibida, pois a emissora exibiu uma edição especial do Jornal Hoje com informações jornalísticas sobre o Massacre em Suzano. O filme inédito, chamado de Sully: o Herói do Rio Hudson, foi adiado para o dia 14 de março.
No dia 27 de maio de 2019, a sessão, que exibia o filme O Amor Não Tira Férias, foi interrompida, pois a emissora exibiu a edição especial do Jornal Hoje com informações sobre o acidente aéreo que vitimou o cantor Gabriel Diniz, da música 'Jenifer'. O filme foi adiado para o dia seguinte e exibido na íntegra.
No dia 24 de junho de 2019, a sessão exibiu três filmes diferentes:  Encontro de Casais, inédito na emissora e exibido somente para a Globo Rio, Globo SP, Globo Minas e Globo Brasília, Tá Chovendo Hambúrguer 2 exibido apenas para a Globo Nordeste e o inédito O Shaolin do Sertão exibido apenas para as afiliadas.[carece de fontes?]
No dia 30 de setembro de 2019, a faixa de filmes volta a ser exibido mais tarde, em horário normal, depois do Se Joga, que estreou no mesmo dia. O filme exibido foi Tô Ryca.
No dia 7 de outubro de 2019, a sessão fez um crossover com o Vale a Pena Ver de Novo, o filme Malévola teve seu final congelado, fazendo referência aos finais dos capítulos da novela Avenida Brasil, que estreou sua reprise no mesmo dia e em sequência na programação.
No dia 11 de outubro de 2019, a sessão exibiu o filme Irmã Dulce, em homenagem à sua canonização como a primeira santa brasileira.
No dia 15 de outubro de 2019, a sessão exibiu o filme Kung Fu Panda 2 para todo o Brasil, exceto para Fortaleza, onde a emissora fez uma cobertura especial sobre o desabamento de um prédio de 7 andares, além de exibir pequenos plantões sobre o acidente durante os intervalos na programação para todo o país. Devido o acidente no edifício Andrea, o filme foi exibida no dia 16, somente para a região, enquanto as demais cidades assistiram ao filme inédito, Quatro Vidas de um Cachorro.
Em 17 de março de 2020, voltou a ser exibida após o Jornal Hoje, devido ao isolamento social ocasionado pela pandemia de COVID-19, e o cancelamento do Se Joga. Na ocasião, a empresa considerou que o isolamento contribuiu para o aumento do público consumidor de filmes para toda a família, desde comédias românticas e animações, passando por filmes de ação, como: Gigantes de Aço, 17 Outra Vez, O Diário da Princesa, Homem-Aranha; e entre outros títulos.
Nos dias 16, 19 e 20 de novembro de 2020, a sessão exibiu filmes, protagonizado por atores negros. Como homenagem ao Dia da Consciência Negra, e foram exibidos os longas: O Bom Filho a Casa Torna, Vovó... Zona e Uma Boa Ação; respectivamente.
Em 24 de novembro de 2020, por conta do falecimento de Seu Francisco Camargo, pai da dupla sertaneja Zezé Di Camargo & Luciano, a sessão exibiu o filme, 2 Filhos de Francisco; como forma de homenagem.
Na semana de 21 a 25 de dezembro de 2020, a sessão exibiu filmes temáticos em homenagem ao Natal. E foram exibidos os longas, Annie, O Maldito Feliz Natal, Surpresas do Amor, O Grinch e Pé Pequeno; esse último inédito na TV aberta. O fato se repetiu novamente em dezembro de 2021, com as exibições dos filmes: Um Natal Muito, Muito Louco, O Expresso Polar, Menores Desacompanhados, O Natal dos Coopers, O Quebra Nozes e 10 Horas para o Natal.
De 19 até 23 de abril de 2021, a sessão teve uma semana temática. E serviu de esquenta para transmissão do Óscar 2021, exibindo algumas produções que foram indicadas ao prêmio. Jurassic Park: Parque dos Dinossauros, Toy Story 3, Brooklyn: Um Amor Sem Fronteiras e A Teoria de Tudo, foram alguns dos títulos exibidos.
Em julho de 2021, o canal adotou uma espécie de Throwback Thursday ou o popular #tbt, quando as quintas-feiras, e desde 1° de julho, estão sendo exibidos filmes clássicos, que marcaram época na faixa.
Desde 6 de dezembro de 2021, a sessão é exibida após a primeira faixa de reprises de novelas, e não mais após o Jornal Hoje.
Em 29 de dezembro de 2022, a sessão que exibia o filme Jumper, foi interrompida por causa da cobertura da morte do ex-jogador Pelé.
Em 2024 a sessão comemorou os 50 anos de exibição com a exibição de filmes inéditos na TV aberta, como Mulan, Ghostbusters: Afterlife, Tô Ryca 2, O Príncipe Esquecido, Power Rangers, Space Jam: Um Novo Legado, Uma Pitada de Sorte e Dolittle.

#### Transmissões da Rede Fuso
Por conta da necessidade de realizar ajustes na programação da Rede Amazônica Rio Branco e Rede Amazônica Cruzeiro do Sul, devido ao fuso horário diferenciado do Acre, e a necessidade de exibir o Jornal Nacional ao vivo, a Sessão da Tarde deixou de transmitir filmes e passou a exibir a série Jovens Bruxas, reduzindo seu tempo de transmissão. Isso durou até 17 de fevereiro de 2017, quando toda a grade da Rede Amazônica voltou a ser exibida ao vivo, provocando novas mudanças na programação da TV Acre. Com isso, a Sessão da Tarde volta a exibir filmes a partir de 20 de fevereiro.

## Suposto Cancelamento
Desde 2013, alguns boatos sobre a extinção da Sessão da Tarde rolavam em diversos portais de notícias por conta da queda de audiência nos últimos anos e das inúmeras reprises de filmes, apesar da Globo negar as informações e manter a faixa de filmes por conta da tradição e dos contratos milionários com grandes produtoras. Mas, no dia 16 de março de 2023, a emissora teria testado um novo modelo de programação, que poderia ser aprovado em abril. Entre as mudanças, o espaço dos filmes seriam ocupados por uma reprise de séries de comédia e pela faixa das edições especiais de telenovelas, no ar desde 2021 pelo horário das 14h40, mudando de horário para às 16h, entregando diretamente para o Vale a Pena Ver de Novo. No entanto, o modelo em análise que seria exibido durante um amistoso da seleção feminina de futebol foi abortado após a mudança de horário da partida.

## Vinhetas de abertura
- 4 de março de 1974 – 29 de dezembro de 1989: Em um fundo escuro, um letreiro de círculos cor-de-rosa é visível e, logo em seguida, aparecia o letreiro tremendo em cima e em baixo, continuava assim até o final formando o logotipo. Uma segunda versão foi introduzida em 1981: muitas fotos de artistas do cinema são visíveis e, no final, as letras voam para fora da tela, formando o logotipo; o instrumental na segunda versão é usado a partir da segunda vinheta (assim como no Vale a Pena Ver de Novo, que também teve o instrumental atual estreado na segunda vinheta do Vale a Pena Ver de Novo).
- 1º de janeiro de 1990 – 3 de setembro de 1999: A abertura tem um arco-íris no céu sob os nomes que formam o logotipo (cor dourada). No final, a íris e o céu são transferidos para o fundo escuro, os quais formam o logotipo.
- 6 de setembro de 1999 – 9 de abril de 2004: A abertura foi modernizada na época: o arco-íris foi substituído por algumas cores aparentemente translúcidas, as nuvens foram refeitas e a animação do logo foi atualizada. No dia 3 de abril de 2000, em comemoração aos 35 anos da Globo, junto com o então-novo logotipo, a emissora introduziu a versão transparente do logotipo conhecido como o "Globo de Vidro" (como em todas as vinhetas dos programas da emissora em 2000) (usado até 2004/2005).
- 12 de abril de 2004 – 4 de outubro de 2013: A fonte tornou-se tão translúcida em azul e as letras do logotipo giravam em torno de um arco-íris no céu. Ao formar o logotipo, o arco-íris é colocado juntamente com a primeira palavra. No dia 4 de abril de 2005 (em comemoração aos 40 anos da Globo), efeitos sonoros são agregados ao áudio, mixado nos estúdios de outro pertencente a emissora.
- 7 de outubro de 2013 – atualmente: A abertura mudou de identidade e arranjo. As linhas de tamanhos diferentes, são dispersas e mudam de cor de fundo, e no fim, as bandas de formar o logotipo, dando um estilo mais vintage. A música, que fora instrumental desde 1981, passou a ser cantada por um coro desconhecido (que também fez os vocais da abertura atual do Vale a Pena Ver de Novo).

Nos meses de janeiro e julho (AKA férias escolares), a Sessão da Tarde foi substituída por outra sessão de filmes ("Festival de Férias") até 2000.

## Audiência e repercussão
Para o Jornal Folha do Sul, a Sessão da Tarde foi, durante muito tempo, sinônimo de férias. O jornal afirma ainda que "além de auxiliar na educação cinematográfica de gerações, a Sessão da Tarde contemplou, ao longo do tempo, uma lista de filmes que acabaram se tornando mais que clássicos."
Uma das críticas que se costuma fazer à Sessão da Tarde é o fato de ela reprisar por várias vezes o mesmo filme, alguns até com a diferença de poucos meses. Porém, conforme explica o blog Pipoqueira, do site ClicRBS, o volume de reprises tem uma explicação histórica. Com a explosão na venda de videocassetes no início da década de 90, o mercado de home video viveu seu auge nos anos seguintes e ajudou o espectador brasileiro a conhecer o grosso da produção de Hollywood, se apegar aos astros e estrelas e fazer de produções como Esqueceram de Mim, Uma Linda Mulher e Ghost - Do Outro Lado da Vida grandes sucessos de público. Por isso, cada exibição na TV, mesmo depois de inúmeras reprises, tem uma audiência satisfatória.
Conforme a revista Veja-SP, foi nos anos 1980 que a Sessão da Tarde atingiu sua melhor fase, exibindo filmes que se tornaram clássicos, como os sempre mencionados A Lagoa Azul, Esqueceram de Mim, Karatê Kid - A Hora da Verdade e Curtindo a Vida Adoidado.
Entre 2006 e 2013, a audiência da Sessão da Tarde caiu de 34,1 para 19,8 pontos. Mas, apesar da constante queda de audiência, atualmente em todo o Brasil, a Sessão da Tarde possui 13 pontos de média e 47% de participação, sendo líder absoluta em seu horário de exibição. Seu público, na maioria, é composto por pessoas entre 25 e 49 anos (37%), pela classe C (53%) contra 24% das classes A e B, e 23% das classes D e E. A maioria é de mulheres acima de 18 anos, que compõem 49% de seu público.
Uma das características da Sessão da Tarde durante suas fases antes de 2013 eram as chamadas. Durante os anos 2000, eram usadas frases com jargões repetitivos como "uma galera da pesada apronta altas confusões", "em clima de azaração", "fazem coisas que até Deus duvida". As frases são ditas pelos locutores da Globo, Carlos Duarte e David Roque e o locutor oficial Dirceu Rabelo, os quais gravam a maioria das chamadas da Sessão da Tarde.

## Filmes mais exibidos
Em 2017, a revista Veja-SP elaborou uma lista com os 20 filmes mais exibidos nos 10 primeiros anos de vida da Sessão da Tarde. Nesta ordem, os filmes são:
1. As Sete Caras do Dr. Lao
2. Simbad e o Olho do Tigre
3. Tarzan, o Homem Macaco
4. Robinson Crusoé em Marte
5. A Praia dos Biquínis
6. Ao Mestre Com Carinho
7. O Ladrão de Bagdá
8. Feitiço Havaiano
9. O Manto Sagrado
10. Os 5000 Dedos do Dr. T
11. King Kong produzido em 1976
12. Bancando a Ama Seca
13. Cidade Sob o Mar
14. Os Primeiros Homens na Lua
15. Os Perigos de Paulina
16. A Fantástica Fábrica de Chocolate produzido em 1971
17. Trinity & Carambola – A Dupla Invencível
18. Quando as Metralhadoras Cospem
19. Fúria de Titãs
20. Jogos de Guerra

Em 2024, ano em que completou 50 anos, o Gshow atualizou a lista dos filmes mais exibidos. Nesta ordem, os filmes são:
1. Curtindo a Vida Adoidado
2. Um Príncipe em Nova York
3. Ghost: Do Outro Lado da Vida
4. De Volta à Lagoa Azul
5. Encontro de Amor
6. De Repente 30
7. O Auto da Compadecida
8. A Princesa Xuxa e os Trapalhões
9. Lua de Cristal
10. Free Willy